# Усович, Ваня
Ива́н Алекса́ндрович (Ва́ня) Усо́вич (бел. Іван Аляксандравіч (Ваня) Усовіч; род. 14 июля 1993, Мядель, Минская область, Беларусь) — белорусский стендап-комик.

## Биография

### Ранние годы
Родился 14 июля 1993 года в Мяделе Минской области (Беларусь). Позже переехал в Минск. Начал играть в КВН ещё в школе. После окончания школы поступил в БГЭУ и учился на маркетолога-экономиста. В вузе играл в студенческой лиге КВН, редактором которой был Слава Комиссаренко — участник шоу «Открытый микрофон» на телеканале «ТНТ». На базе студенческой команды Комиссаренко создал стендап-шоу «Cheesecake Factory», частью которого стал и Усович. В 2013 году Иван был отчислен из университета с третьего курса и переехал в Москву.

### Карьера
С 2013 года по 2014 год Усович участвовал в шоу «Comedy Баттл без границ», где ему предложили пойти в другое шоу на канале ТНТ - «Stand Up». В последствии в России Москве Усович принял участие в шоу «Stand Up» на телеканале «ТНТ». Там он познакомился с известными российскими стендаперами, среди которых Руслан Белый, Юлия Ахмедова и другие. Первое время зарабатывал около 30 тыс. рублей в месяц; телеканал также оплачивал квартиру, в которой в разное время жили другие известные комики — Стас Старовойтов, Илья Соболев и Нурлан Сабуров. После участия в телевизионном шоу популярность Усовича стала расти и он начал сольную карьеру, завёл личного менеджера и стал активно гастролировать с концертами и корпоративами.
В 2017 году по версии журнала «Maxim» вошёл в десятку лучших стендап-комиков России, расположившись на пятом месте.
В декабре 2020 вышел первый сольный концерт Усовича «Ещё один день».
В 2021 году участвовал в российской телевизионной игре «Слабое звено».
В декабре 2023 года выпустил второй сольный концерт «40 лет максимум».

## Личная жизнь
В 2022 году женился на Анастасии Калустян. В августе того же года у пары родился ребёнок.